# FCA Giorgio-Plattform

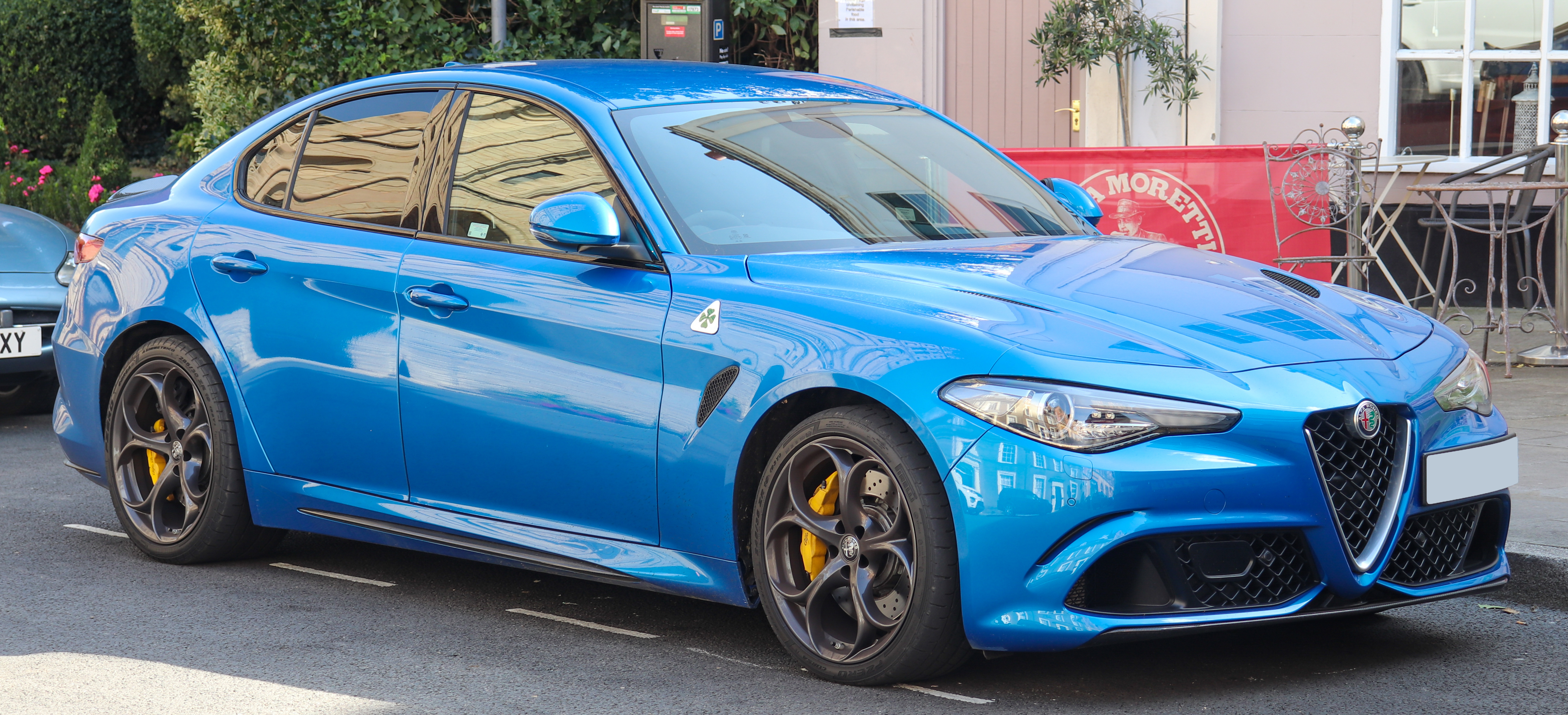
Alfa Romeo Giulia, das erste Fahrzeug auf der Giorgio-Plattform

Die Giorgio-Plattform, kurz Giorgio, ist eine Plattform für Automobile, die 2013 von Alfa Romeo gemeinsam mit Fiat Chrysler (FCA) entwickelt wurde und seit 2016 verwendet wird. Sie wurde für Fahrzeuge der Mittel- und oberen Mittelklasse entwickelt.

## Namensgebung
Offiziell gibt es keine Aussage darüber, warum man diese Plattform Giorgio genannt hat. 
Man spekulierte, dass es eine Hommage an Tazio Giorgio Nuvolari sei, ein erfolgreicher Rennfahrer bei Alfa Romeo Motorsport. Eine weitere Möglichkeit wäre, dass sie nach Giorgio Agnelli benannt wurde, dem Bruder von Giovanni Agnelli. Sie könnte auch nach Giorgio Pianta benannt worden sein, einem legendären Teamchef vom Rennstall Alfa Romeo, der 2014 verstarb. Es besteht auch die Möglichkeit, dass der damalige CEO von Fiat Chrysler Sergio Marchionne selbst diesen Namen gewählt hat, da Giorgio den Anfangsbuchstaben mit der Giulia teilt, deren „‚runder‘ Klang die Linien der damit verbundenen Autos ideal begleitet“.

## Beschreibung
Die Kosten für die Entwicklung und Realisierung beliefen sich auf über eine Milliarde Euro.
Die Plattform ist für Fahrzeuge der Mittelklasse oder höher konzipiert und debütierte 2016 mit dem Alfa Romeo Giulia. Auch wurde Giorgio dafür entwickelt, um 4-türige Limousinen mittlerer Dimensionen oder SUVs und Crossover-SUVs (CUV) mittlerer und großer Dimensionen zu realisieren.
Diese neu entwickelte Plattform wird charakterisiert durch längs eingebauten Motoren mit Allrad- oder Hinterradantrieb. Es kommen sehr leichte Materialien zum Einsatz wie Aluminium, Magnesium oder Carbon. Mit der ersten Version von Giorgio, auf der die Alfa Romeo Giulia und der Stelvio basieren, können Vierzylindermotoren in Reihe und V6 mit bis zu 3,0 Litern Hubraum verwendet werden.

### Evolution
Im Jahr 2021 wurde sie von Jeep für die fünfte Generation des Grand Cherokee weiterentwickelt. Der Radstand wurde verlängert und damit können auch V8-Motoren mit bis zu 6,2 Litern Hubraum verwendet werden. Die Antriebspalette wurde auch um einen Plug-in-Hybrid erweitert.
Im Frühling 2022 wurde Giorgio vom italienischen Sportwagenhersteller Maserati evolutioniert. Um mehr Komfort zu bieten, wurde auch hier der Radstand, von den 2,81 m des Stelvio, auf 2,9 m verlängert. Die Vierzylindermotoren wurden mit einem Mild-Hybrid versehen und haben dadurch auch mehr Leistung. Reine Elektrofahrzeuge sind nun auch möglich. Das erste Fahrzeug, mit dieser Version von Giorgio, ist der Maserati Grecale.
Nach der Fusion von FCA und PSA zu Stellantis, war es unklar ob und wie Giorgio weiterverwendet wird. CEO von Alfa Romeo Jean-Philippe Imparato bestätigte, nach einem Missverständnis in einem vorherigen Interview, dass Giorgio zwar seinen Namen verlieren wird aber die Plattform erhalten bleibt und für die elektrische Zukunft modifiziert werden muss. Diese neue Plattform, die auch ab der Mittelklasse aufwärts gedacht ist, soll STLA Large heißen. Das Fahrwerk und die Lenkung möchte man von Giorgio übernehmen.
Im Oktober 2022 präsentierte Maserati die zweite Generation des GranTurismo. Er basiert ebenfalls auf der modifizierten Giorgio-Plattform des Grecale und ist seit 2023 auch rein elektrisch erhältlich. Wie auch beim Grecale wird die elektrische Variante Folgore (ital. für Blitz(schlag)) genannt. Der GranCabrio folgte im Februar 2024.

## Fahrzeuge
Diese Fahrzeuge basieren auf der Giorgio-Plattform:
| Hersteller | Modell             | Bild | Bauzeit   | Fahrzeugklasse     | Karosserievariante | Produktionsstätte |
| ---------- | ------------------ | ---- | --------- | ------------------ | ------------------ | --- |
| Alfa Romeo | Giulia (952)       |      | seit 2016 | Mittelklasse       | Limousine          | Italien: FCA-Werk Cassino in Piedimonte San Germano                                                                     |
| Alfa Romeo | Stelvio            |      | seit 2017 | Mittelklasse       | SUV                | Italien: FCA-Werk Cassino in Piedimonte San Germano                                                                     |
| Jeep       | Grand Cherokee     |      | seit 2021 | Obere Mittelklasse | SUV                | USA: Jefferson North Assembly in Detroit (Grand Cherokee) USA: Mack Avenue Engine Complex in Detroit (Grand Cherokee L) |
| Maserati   | Grecale            |      | seit 2022 | Mittelklasse       | SUV                | Italien: FCA-Werk Cassino in Piedimonte San Germano                                                                     |
| Maserati   | GranTurismo (M189) |      | seit 2023 | Sportwagen         | Coupé              | Italien: FCA-Werk Mirafiori in Turin                                                                                    |
| Maserati   | GranCabrio (M189)  |      | seit 2024 | Sportwagen         | Cabriolet          | Italien: FCA-Werk Mirafiori in Turin                                                                                    |